# Stazione di Provaglio-Timoline
Stazione di Provaglio-Timoline vasútállomás Olaszországban, Lombardia régióban, Provaglio d’Iseo településen.

## Vasútvonalak
Az állomást az alábbi vasútvonalak érintik:
- Brescia–Iseo–Edolo-vasútvonal
- Cremona-Iseo-vasútvonal

## Kapcsolódó állomások
A vasútállomáshoz az alábbi állomások vannak a legközelebb:
- Stazione di Iseo (Brescia–Iseo–Edolo-vasútvonal, Cremona-Iseo-vasútvonal, észak)
- Stazione di Borgonato-Adro (Brescia–Iseo–Edolo-vasútvonal, Cremona-Iseo-vasútvonal, dél)